# En liberté sur Europe 1
En liberté sur Europe 1 est le treizième et dernier volume inclus dans l'intégrale CD de la chanteuse Barbara, Ma plus belle histoire d'amour… c'est vous, parue le 17 mars 1992. Le disque propose des reprises de chansons  enregistrées, en décembre 1969, par la station radiophonique Europe n°1, dans le cadre de l'émission "Cahier de Chanson", présentée par Pierre Laforêt. La chanteuse interprète des chansons choisies dans le répertoire français d'auteurs de 1888 à 1952 et notamment, Prévert, Ferré, Caussimon, Gainsbourg, Aznavour, Trenet, Brassens, Bruant.

## Titres
- Les titres 1 à 9 sont des documents d'archives.
- Les titres 10 à 20 sont des enregistrements en direct.

| 1.  | Ce jour-Là | Claude Delécluse | Christiane Verger | 2:13 |
| 2.  | Quand tu dors | Jacques Prévert | Christiane Verger | 2:20 |
| 3.  | Monsieur William | Jean-Roger Caussimon | Léo Ferré | 2:56 |
| 4.  | À l'enseigne de la fille sans cœur | Jean Villard | Jean Villard | 3:32 |
| 5.  | En relisant ta lettre | Serge Gainsbourg | serge Gainsbourg | 1:56 |
| 6.  | Ah Oui | Henri Christiné - Paul Marinier | Henri Christiné - Paul Marinier | 2:14 |
| 7.  | La Petite Boutique | Roméo Carles | Octave Hodeige | 2:20 |
| 8.  | La rue s'allume | André Popp | Louis Ducreux | 2:03 |
| 9.  | Pot-pourri : On me suit / C'est un mauvais garçon / Sur les quais du vieux Paris / Ah Ce Qu'on S'aimait / Une belote / Le doux caboulot / Près du vieux moulin / En douce / C'est mon gigolo / C'est un homme terrible | François Pruvost / Jean Boyer / Louis Poterat / Lucien Boyer / Albert Willemetz / Francis Carco / F. Meric - M. Marrou / Albert Willemetz - Jacques Charles / Julius Brammer / Jean-Pierre Moulin | Léo Lelièvre Fils - Pierre Chagnon / Georges van Parys / Ralph Erwin / Paul Marinier / Charles Alexis Carpentier - Maurice Yvain / Jacques Larmanjat / Henri Martinet / Maurice Yvain / Leonello Casucci / Jean-Pierre Moulin | 6:33 |
| 10. | Les Dames de la Poste | Francis Blanche | Alec Siniavine | 2:25 |
| 11. | Actualités | Albert Vidalie | Stéphane Golmann | 1:46 |
| 12. | Trousse-Chemise | Jacques Mareuil | Charles Aznavour | 1:39 |
| 13. | À Saint-Lazare | Aristide Bruant | Aristide Bruant | 1:51 |
| 14. | Valse grise | Léon Agel / Michel Bréga | Maurice Jaubert | 2:50 |
| 15. | Un monsieur me suit dans la rue | Jean-Paul Le Chanois | Jacques Besse | 3:47 |
| 16. | La Pavane Des Patronages | Charles Trenet | Charles Trenet | 1:57 |
| 17. | Barbarie | Léo Ferré | Léo Ferré | 2:18 |
| 18. | Ma mie | Jamblan | Henri Herpin | 2:45 |
| 19. | Pauvre Martin | Georges Brassens | Georges Brassens | 2:20 |
| 20. | Les deux ménétriers | Jean Richepin | Lucien Durand | 1:46 |
| 21. | Générique | | | 1:18 |